# San Andrés de la Regla
San Andrés de la Regla es una localidad y también una pedanía del municipio de Villota del Páramo, en la provincia de Palencia comunidad autónoma de Castilla y León, enclavado en la comarca natural Vega-Valdavia, con centro en Saldaña. 

## Demografía
Evolución de la población en el siglo XXI
| Gráfica de evolución demográfica de San Andrés de la Regla entre 2000 y 2020 |
|                                                                              |
| Población de derecho (2000-2020) según el padrón municipal del INE           |

## Economía
Agricultura, ganadería.

## Historia
A la caída del Antiguo Régimen la localidad se constituye en municipio constitucional que en el censo de 1842 contaba con 18 hogares y 94 vecinos, para posteriormente integrarse en Villosilla de la Vega.

### SigloXIX
Así se describe a San Andrés de la Regla en la página 300 del tomo II del Diccionario geográfico-estadístico-histórico de España y sus posesiones de Ultramar, obra impulsada por Pascual Madoz a mediados del siglo XIX:

ANDRES DE LA REGLA (SAN)

Lugar con ayuntamiento en la provincia de Palencia (11 leguas), partido judicial de Saldaña (2), diócesis de León (10), audiencia territorial y capitanía general de Valladolid (17).
Situado en la llanura de un extenso páramo a que da nombre; combatido por los vientos E y SO, y con clima sano. Las enfermedades más comunes son dolores de costado, tercianas y algunas calenturas pútridas.
Tiene 32 casas de regular construcción, entre ellas la consistorial; una fuente en el término, de agua bastante buena para el surtido del vecindario, una escuela de primeras letras que solo se abre por temporadas; cuyo maestro no goza más dotación que las asignaciones convencionales de los 28 a 30 alumnos que a la misma concurren; y una iglesia parroquial, bajo la advocación de San Andrés, servida por un cura párroco de patronato de legos.
Confina el término por N con Renedo a una legua, por E con Villota del Páramo a 3/4, por S con Villadiego del Páramo a igual distancia, y por O con Carbajal a una.
El terreno es de ínfima calidad, cuya mayor parte se compone de monte bajo cubierto de brezo, habiendo a las inmediaciones de la población, una majada para el resguardo del ganado mayor. Corre por su término en el invierno y parte de la primavera un arroyuelo conocido con el nombre de la Cueza de Villadiego, baña este pueblo y baja a Villambrán, en donde se incorpora con el de los Templarios.
Los caminos son de pueblo a pueblo en muy mal estado, y el correo se recibe de Saldaña por medio de los interesados.
Producciones: centeno, muy pocas y malas legumbres y alguna cebada, avena y leña; ganado vacuno y lanar para el cual hay abundantes y buenos pastos; caza muchos conejos y algunas liebres, lobos y jabalíes.
El comercio se reduce a la exportación de lanas y carneros.
Población: 18 vecinos, 94 almas.

Capital productivo: 34.000 reales. Imponible: 1.879. El presupuesto municipal asciende a 300 reales, y se cubre por repartimiento entre los vecinos.

## Monumentos
Iglesia de San Andrés: Obra de ladrillo y mampostería de cantos, con espadaña de dos cuerpos a los pies y portada en el lado de la Epístola precedida de pórtico de ladrillo. Consta de una nave cubierta con bóveda de cañón con lunetos, cúpula ciega sobre pechinas y gallonada sobre el Presbiterio. Coro alto a los pies.
La Fragua de San Andrés: Obra de adobe y con una decoración hecha con cantos en la pared. La fragua antiguamente era el lugar de trabajo del herrero, en el interior se pueden encontrar las antiguas herramientas del herrero que se encuentran en buen estado. En el interior se puede apreciar las  herramientas  para  su  trabajo. Se aprecian herramientas de grandes dimensiones:
- El fuelle: su cometido era crear una corriente de aire, al tirar de una cadena que genera el movimiento del fuelle y cuya función era avivar el fuego en el interior de la froja.
- La forja: es el lugar donde se aplicaba el calor al metal en la herrería, aquí se controlaba y contenía el volumen del fuego necesario para poder trabajar los metales.
- El yunque: es una herramienta muy importante, por lo que esta herramienta de acero tiene que ser de buena calidad y buen peso, ya que en esta herramienta se recibirán innumerables golpes de martillo de diferentes tamaños. 
- Las tenazas: son  usadas  para  sujetar  el  metal  incandescente,  varían  en  formas  y  tamaños  según  las  necesidades.

## Meteoritos
A finales del año 2005 cayeron en la frontera de las provincias de Palencia y León a la altura de San Andrés y un grupo de meteoritos que pudieron ser observados en varios puntos de España y que provocaron un pequeño incendio. El suceso causó por su rareza un gran interés a nivel nacional.